# Список Героев Российской Федерации (Кировская область)

В статье приводится список Героев Российской Федерации, родившихся или живших в Кировской области. В скобках — год присвоения звания Героя Российской Федерации.

## Герои Российской Федерации
1. Галушкин, Николай Иванович (1995)[1]
2. Горбунов, Владимир Михайлович (1992)[2]
3. Дорофеев, Анатолий Васильевич (1995)[3]
4. Никулин, Александр Семёнович (1993)[4]
5. Ожегов, Сергей Анатольевич (2000)[5]
6. Сюткин, Павел Павлович (2008)[6]
7. Тупицын, Леонтий Яковлевич (1994)[7]